# Metilmalonil-CoA carboxitransferasa
La Metilmalonil-CoA carboxitransferasa (EC 2.1.3.1) es una enzima que cataliza la transferencia de un grupo carboxilo desde el metilmalonato al piruvato formando propanoato y oxaloacetato. Requiere como cofactores biotina, cobalto y zinc.

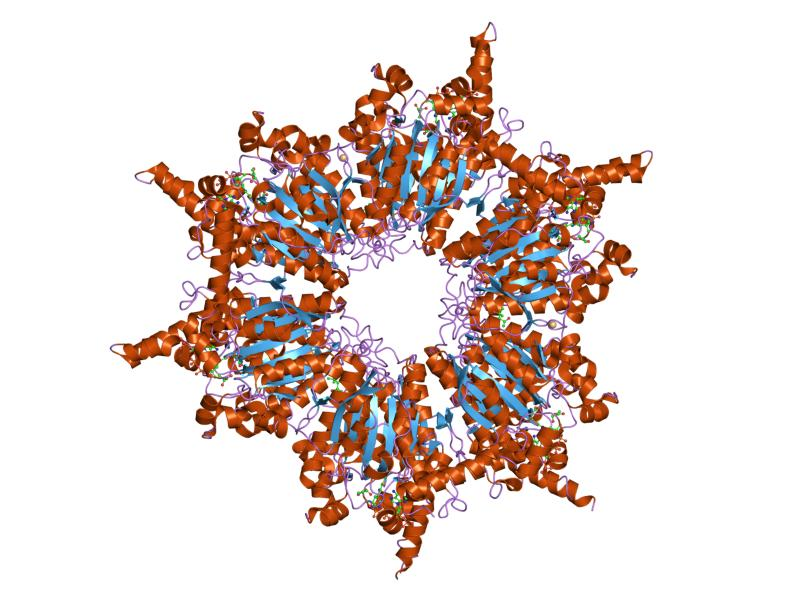
Hexámero de la subunidad 12S de la metilmalonil-CoA carboxitransferasa de la bacteria Propionibacterium freudenreichii.

Metilmalonil-CoA + piruvato {\displaystyle \rightleftharpoons } Propanoil-CoA + oxaloacetato
La enzima de la subespecie Shermanii de la bacteria Propionibacterium freudenreichii está compuesta de tres subunidades: 12S, 5S y 1.3S. El núcleo de la enzima está formado de 6 unidades 12S. A cada lado del núcleo hay tres pares de subunidades 5S. Cada dímero de 5S está unido al núcleo por dos subunidades 1.3S. El número total de cadenas de la carboxitransferasa es de 30 (6 + 12 + 12).
La subunidad 12S cataliza específicamente la transferencia del grupo carboxilo del metilmalonil-CoA a la biotina de la subunidad 1.3S formando propanoil-CoA y biotina-1.3S carboxilada. La subunidad 5S cataliza específicamente la transferencia del grupo carboxilo desde la biotina de la unidad 1.3S al piruvato para formar oxaloacetato y biotina-1.3S. La subunidad 1.3S contiene la biotina y tiene como función transportar el grupo carboxilo entre los sitios de unión de los sustratos de las subunidades 12S y 5S.